# Uintatherium
†Uintatherium – rodzaj dużego ssaka z wymarłej grupy Dinocerata, żyjącego w środkowym eocenie na terenie Ameryki Północnej.
Było to jedno z największych zwierząt lądowych swoich czasów – osiągało ponad 4 m długości, 1,6 m wysokości i ważyło prawdopodobnie ponad dwie tony. Jego ciało wspierało się na czterech potężnych, słoniowatych kończynach. Na czaszce znajdowały się trzy pary kostnych wyrostków – przednia para mogła wspierać duże rogi. Uzębienie Uintatherium było zróżnicowane – samce miały długie, szablaste kły, dochodzące do około 15 cm długości i służące prawdopodobnie do walk, górne siekacze zanikły, a dolne zostały znacząco zredukowane. Górne trzonowce cechowały V-kształtne korony. Zęby trzonowe generalnie nie osiągały dużych rozmiarów. Również mózgi uintateriów były bardzo małe. Uintatherium żywiło się roślinami i mogło zajmować podobne nisze ekologiczne, co współczesne nosorożce.

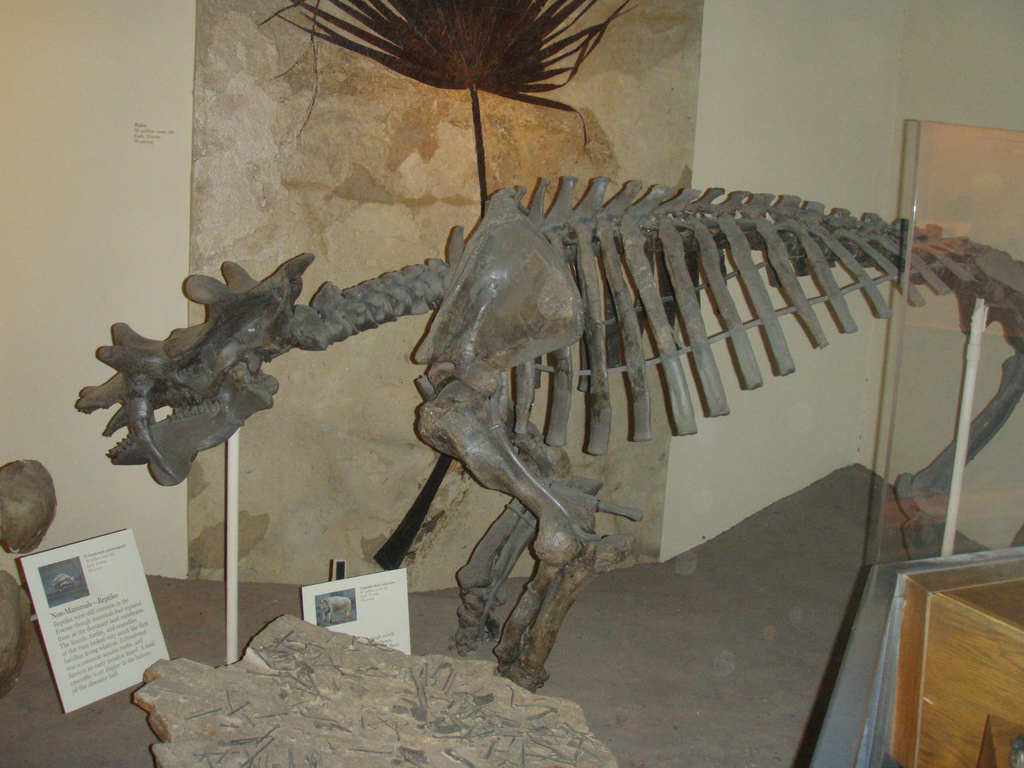
Szkielet Uintatherium

Uintatherium jest klasyfikowane w rodzinie Uintatheriidae, należącej do rzędu dinoceratów. Jej przedstawiciele nie są blisko spokrewnieni z żadną współczesną grupą ssaków kopytnych. Najbliższymi krewnymi Uintatherium są inni członkowie Uintatheriinae – Bathyopsis, Eobasileus i Tetheopsis.
Do rodzaju Uintatherium włączano ponad dwadzieścia gatunków dinoceratów, jednak wszystkie są obecnie uznawane za synonimy U. anceps, który został początkowo opisany przez Othniela Charlesa Marsha pod nazwą Titanotherium anceps i dopiero Joseph Leidy w 1872 zaklasyfikował go do rodzaju Uintatherium. Szczątki Uintatherium „robustum” odkryto w 1872 roku w pobliżu Fort Bridger w stanie Wyoming. James Carter i Joseph Corson, którzy je odnaleźli, przekazali je Leidy'emu, a ten opisał je jako U. robustum, zaś jeden z kłów uznał za należący do innego zwierzęcia, któremu nadał nazwę Uintamastix atrox. W tym czasie również Marsh i Edward Drinker Cope, rywalizujący ze sobą, przybyli do Fort Bridger w poszukiwaniu skamieniałości. Marsh opisał z Fort Bridger cztery gatunki dinoceratów (Dinoceras mirabilis, D. lacustris, Tinoceras anceps i T. grandis), zaś Cope – Loxopholodon cornutus (później przemianowany na Eobasileus cornutus). W 1873 Leidy przebadał skamieniałości odkryte przez Marsha i Cope'a i zdał sobie sprawę, że kieł opisany przez niego jako Uintamastix należy w rzeczywistości do Uintatherium. Stwierdził również, iż szczątki Dinoceras Marsha także reprezentują Uintatherium, podczas gdy Eobasileus Cope'a uznał za odrębny, choć blisko z nim spokrewniony takson. Leidy przypuszczał, że również Tinoceras może być tożsamy z Uintatherium, nie miał jednak wystarczających danych, by potwierdzić tę hipotezę.